# Łatyszew
Łatyszew (ros. Латышев) – chutor w Rosji, w obwodzie rostowskim, w rejonie bokowskim. W 2010 liczył 202 mieszkańców.